# Tystnaden

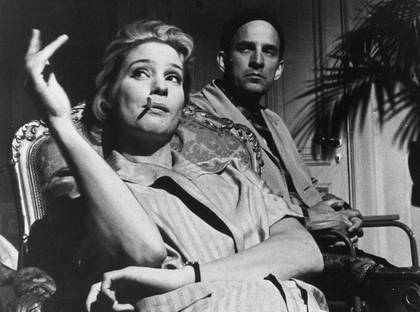
Ingrid Thulin och Ingmar Bergman under inspelningen av Tystnaden.

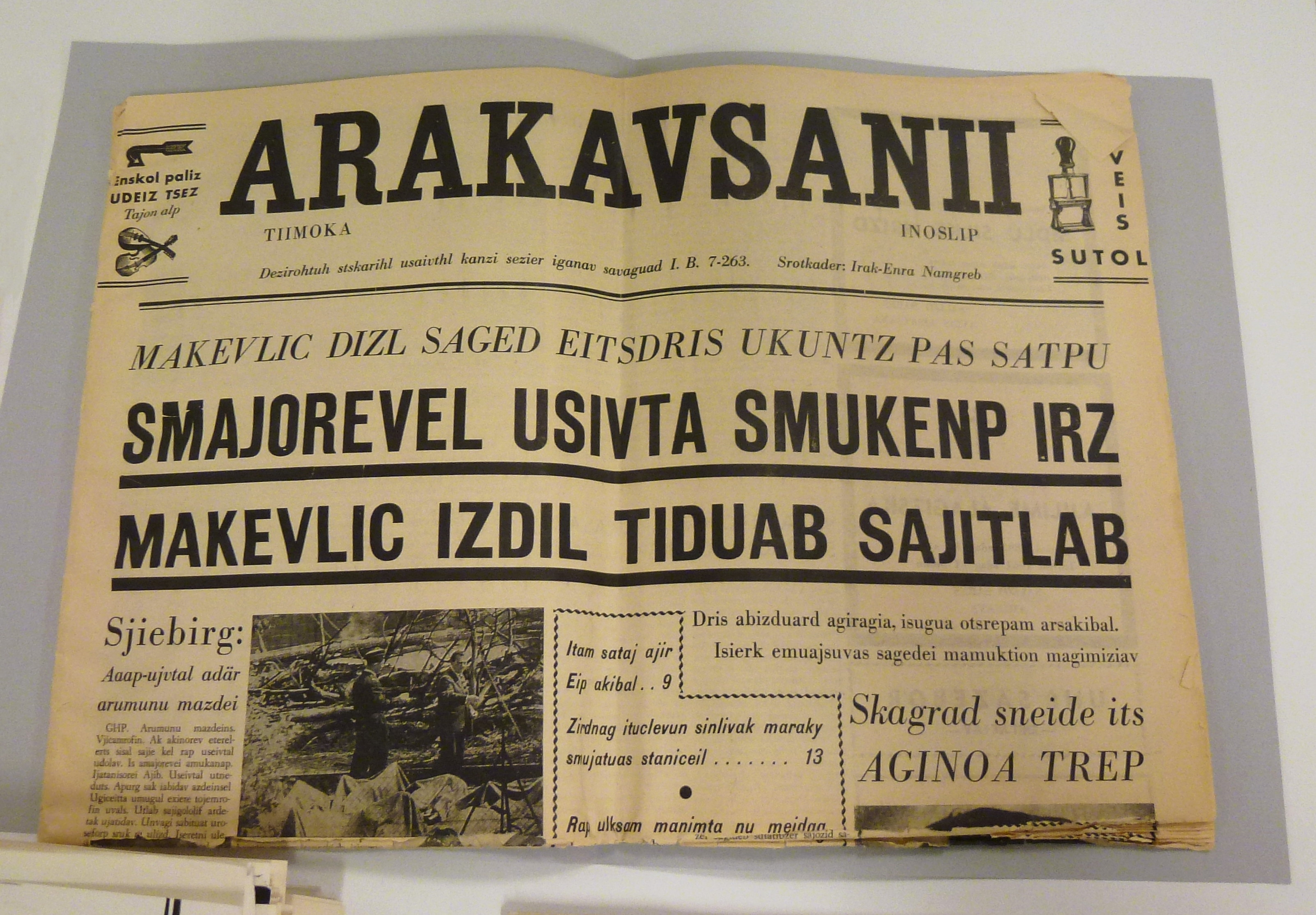
Tidningen "ARAKAVSANII" i fantasispråk som användes i filmen. Den finns i Ingmar Bergman-arkivet på Filmhuset.

Tystnaden är en svensk film från 1963 skriven och regisserad av Ingmar Bergman. Det är den sista i Bergmans trilogi om tro och föregicks av Såsom i en spegel och Nattvardsgästerna.

## Beskrivning
Bergman hade ursprungligen tänkt kalla filmen Guds tystnad, då trilogin avspeglar hans livslånga brottning med existentiella frågor.
Filmen handlar om två systrar, Anna och Ester, samt Annas tioårige son Johan på en resa i ett främmande land. Då Ester plötsligt blir sjuk, stannar de i den lilla staden Timoka. Språkförbistringen gentemot lokalbefolkningen, vars språk är påhittat, är total, och det enda ord de finner vara gemensamt är "musik", och visar på musikens och konstens makt att kommunicera internationellt och själsligt bortom språken. Bergman fann musiken vara livets stora tröst, men också något gåtfullt.
Filmens sexscener – med bland annat kvinnlig onani – avsågs återspegla problemet att nå fram och kommunicera människor emellan på ett djupare och känslomässigt plan, orsakade mediediskussion och riksdagsdebatt, mellan främst Birger Isacsson och Ragnar Edenman, om filmcensur efter att Statens biografbyrå släppt den ocensurerad. I många andra länder stoppades filmen eller så klipptes scenerna bort.
Filmen belönades med tre guldbaggar för bästa film, bästa regi och bästa kvinnliga huvudroll (Ingrid Thulin).
Tystnaden har visats i SVT, bland annat i augusti 2018.

## Rollista i urval
| Ingrid Thulin     | – Ester, översättare                              |
| Gunnel Lindblom   | – Anna, Esters syster                             |
| Jörgen Lindström  | – Johan, hennes son                               |
| Birger Malmsten   | – barkyparen                                      |
| Håkan Jahnberg    | – våningskyparen                                  |
| Eduardo Gutiérrez | – dvärggruppens impressario                       |
| Lissi Alandh      | – kvinnan i varietélokalen                        |
| Leif Forstenberg  | – mannen i varietélokalen                         |
| Eskil Kalling     | – barägaren                                       |
| Carl Andersson    | – bargäst                                         |
| Karl-Arne Bergman | – tidningsförsäljaren i baren                     |
| Olof Huddén       | – tågkonduktören                                  |
| Claes Esphagen    | – mannen med stegen i hotellkorridoren            |
| Kotti Chave       | – ena officeren i tågkupén                        |
| Kristina Olausson | – body-double för Gunnel Lindblom i nakenscenerna |

## Musik i filmen
- Coffee Bean Calypso, kompositör Silvio Pinto, instrumental
- Mayfair Waltz, kompositör Robert Mersey, instrumental
- Sing, Baby, Sing, kompositör Lew Pollack, text Jack Yellen, instrumental
- Club Cool, kompositör Robert Mersey, instrumental
- Jazz Club, kompositör Robert Mersey, instrumental
- Rock in the Rough, kompositör Robert Mersey, instrumental
- Goldbergvariationer. Variation nr 25, kompositör Johann Sebastian Bach, instrumental